# Свеаланд
Свеаланд (швед. Svealand) је шведска историјска земља лоцирана у средњој Шведској. 
Становници Свеаланда се историјски називају Свеи и име Шведске (швед. Sverige) заправо јесте старији изговор за Свеаланд (швед. Svea Rike - Краљевство Свеа). Пошто се ширила територија шведских краљева, назив Свеаланд почео се користити само за првобитну територију Шведске.

## Покрајине
У Свеаланду се налазе следеће историјске покрајине:
| - Вермланд - Вестманланд - Даларна - Нерке - Седерманланд - Упланд | Вермалнд · Даларна · Нерке · Седерманланд |

Престоница Шведске, Стокхолм, налази се у покрајинама Седерманланд и Упланд.